# Buchenroedera pauciflora
Buchenroedera pauciflora är en ärtväxtart som beskrevs av Rudolf Schlechter. Buchenroedera pauciflora ingår i släktet Buchenroedera och familjen ärtväxter. Inga underarter finns listade i Catalogue of Life.